# Oncidium braunii
Oncidium braunii là một loài thực vật có hoa trong họ Lan. Loài này được Regel mô tả khoa học đầu tiên năm 1886.